# آلیاژ حافظه‌دار مغناطیسی
آلیاژهای حافظه‌دار مغناطیسی (Magnetic shape memory alloys) که آلیاژهای حافظه‌دار فرومغناطیسی نیز نامیده می‌شوند، آلیاژهای حافظه‌دار خاصی هستند که در مواجه با میدان مغناطیسی نیرو تولید می‌کنند و دچار تغییر شکل می‌شوند. اثر حافظه شکل حرارتی نیز در این مواد به دست آمده است.

## مقدمه
آلیاژهای حافظه‌دار مغناطیسی مواد فرومغناطیسی هستند که می‌توانند باعث ایجاد حرکت و نیرو تحت میدان‌های مغناطیسی متوسط شوند. به‌طور معمول، آلیاژهای حافظه‌دار مغناطیسی شامل آلیاژهای نیکل، منگنز و گالیم (Ni-Mn-Ga) هستند.
حدود ۰٫۲٪ تغییر شکل ناشی از میدان مغناطیسی در سال ۱۹۹۶ توسط دکتر Kari Ullakko و همکارانش در MIT ارائه شد. از آن زمان، بهبود در فرایند تولید و درمان دیگر آلیاژها، منجر به تغییر شکل تا ۶٪ برای عناصر تک بلوری تجاری موجود Ni-Mn-Ga حافظه شکل مغناطیسی شده است. همچنین، این مقدار تا ۱۰–۱۲ و ۲۰ درصد برای آلیاژهای جدید در مرحله تحقیق و توسعه افزایش می‌یابد.
نیرو مغناطیسی بزرگ منجر به کرنش می‌شود. همچنین زمان کم واکنش، فناوری حافظه شکل مغناطیسی را برای طراحی محرک‌های نوآورانه برای استفاده در پنوماتیک، رباتیک، دستگاه‌های پزشکی و مکاترونیک بسیار جذاب می‌کند. آلیاژهای حافظه‌دار مغناطیسی بسته به تغییر شکل، خواص مغناطیسی شان تغییر می‌کند. این اثر که همراه با تحریک است، می‌تواند برای طراحی حسگرهای جابجایی، سرعت یا نیرو و برداشت کننده‌های انرژی مکانیکی مفید باشد.
اثر حافظه شکل مغناطیسی در دمای پایین فاز مارتنزیت آلیاژ رخ می‌دهد؛ جایی که سلول‌های اصلی تشکیل دهنده آلیاژ شکل چهار ضلعی دارند. اگر دما بیشتر از دمای تبدیل مارتنزیت-آستنیت شود، آلیاژ به فاز آستنیت می‌رود که در آن سلول‌های اصلی شکل مکعبی دارند. با چنین شکلی، اثر حافظه شکل مغناطیسی از بین می‌رود.

تصویری از تتراگونال

انتقال از مارتنزیت به آستنیت باعث ایجاد نیرو و تغییر شکل می‌شود؛ بنابراین، آلیاژهای حافظه‌دار مغناطیسی را می‌توان از نظر حرارتی نیز فعال کرد؛ مانند آلیاژهای حافظه شکل حرارتی (به عنوان مثال، آلیاژهای نیکل-تیتانیوم (Ni-Ti) را ببینید).

## اثر حافظه شکل مغناطیسی
عامل کرنش‌های بزرگ در آلیاژهای حافظه‌دار مغناطیسی، جهت‌گیری مجدد ناشی از میدان مغناطیسی (MIR) است که در شکل ترسیم شده است. مانند سایر مواد فرومغناطیسی، آلیاژهای حافظه‌دار مغناطیسی هنگامی که در معرض یک میدان مغناطیسی خارجی قرار می‌گیرند، خاصیت مغناطیسی ماکروسکوپیک را نشان می‌دهند که از ترازهای مغناطیسی اولیه در امتداد جهت میدان بیرون می‌آید. با این حال، متفاوت با مواد فرومغناطیسی استاندارد، هم ترازی با چرخش هندسی سلول‌های اصلی تشکیل دهنده آلیاژ به دست می‌آید؛ و با چرخش بردارهای مغناطیسی درون سلول‌ها به دست نمی‌آید (مانند انقباض مغناطیسی).

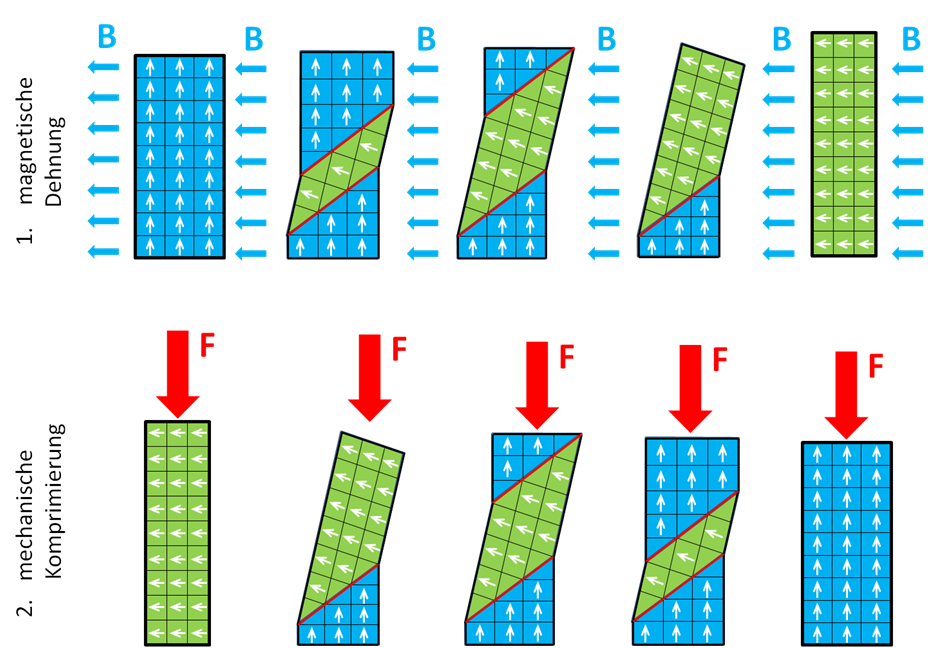
اصل کار حافظه شکل مغناطیسی. توجه داشته باشید که پیچ خوردگی نشان داده شده در شکل فقط برای اهداف تصویری است؛ در حالی که در مواد واقعی، پیچ خوردگی کمتر از ۴ درجه است.

یک پدیدهٔ مشابه زمانی رخ می‌دهد که آلیاژ تحت یک نیروی خارجی قرار بگیرد. از نظر ماکروسکوپی، نیرو مانند میدان مغناطیسی عمل می‌کند و به چرخش سلول‌های اصلی کمک می‌کند و بسته به کاربرد آن در سیستم مختصات مرجع، باعث افزایش یا کاهش طول می‌شود. فرآیندهای افزایش و کاهش طول در شکل نشان داده شده است که به عنوان مثال، افزایش طول به صورت مغناطیسی و کاهش طول به صورت مکانیکی به دست می‌آید.
چرخش سلول‌ها نتیجه ناهمسانگردی مغناطیسی بزرگ آلیاژهای حافظه‌دارمغناطیسی و تحرک بالای نواحی داخلی است. به زبان ساده، یک عنصر حافظه‌دار مغناطیسی توسط مناطق داخلی تشکیل شده است که هر کدام جهت سلول‌های اصلی متفاوتی دارند (مناطق در شکل با رنگ‌های سبز و آبی نشان داده شده‌اند). به این نواحی، متغیرهای دوقلو می‌گویند. اعمال یک میدان مغناطیسی یا یک تنش خارجی، مرزهای متغیرها را که به مرزهای دوقلو نامیده می‌شوند، تغییر می‌دهد و در نتیجه به نفع یک یا دیگری است. هنگامی که عنصر کاملاً منقبض یا کاملاً کشیده می‌شود، تنها توسط یک متغیر تشکیل می‌شود و گفته می‌شود که در یک حالت واحد قرار دارد. در امتداد یک جهت ثابت، اگر عنصر در حالت انقباض یا در حالت افزایش طول باشد، خاصیت مغناطیسی عنصر حافظه‌دار مغناطیسی متفاوت است. ناهمسانگردی مغناطیسی تفاوت بین انرژی مورد نیاز برای مغناطیسی کردن عنصر در حالت تک متغیر انقباض و در حالت تک متغیر افزایش طول است. مقدار ناهمسانگردی به حداکثر بازده کاری آلیاژ حافظه‌دار مغناطیسی و در نتیجه به کرنش و نیروی موجود که می‌تواند برای کاربردها استفاده شود مربوط می‌شود.

## خواص
ویژگی‌های اصلی اثر حافظه شکل مغناطیسی برای عناصر تجاری موجود در خلاصه می‌شود (جایی که جنبه‌های دیگر فناوری و کاربردهای مرتبط شرح داده شده است):
- کرنش تا ۶ درصد
- حداکثر تنش ایجاد شده تا ۳ مگاپاسکال
- حداقل میدان مغناطیسی برای حداکثر کرنش: ۵۰۰ کیلوآمپر بر متر
- کرنش کامل (۶٪) تا ظرفیت ۲ مگاپاسکال
- خروجی در واحد حجم حدود ۱۵۰ کیلوژول بر متر مکعب
- بازده انرژی (تبدیل بین انرژی مغناطیسی ورودی و کار مکانیکی خروجی) حدود ۹۰٪
- تنش اصطکاک داخلی حدود ۰٫۵ مگاپاسکال
- فعال سازی مغناطیسی و حرارتی
- دمای کاری بین -۴۰ تا ۶۰ درجه سانتی‌گراد
- تغییر در نفوذپذیری مغناطیسی و مقاومت الکتریکی در طول تغییر شکل

## توسعه آلیاژها
آلیاژهای استاندارد آلیاژهای نیکل-منگنز-گالیم (Ga-Mn-Ni) هستند؛ این آلیاژها از سال ۱۹۹۶ که نخستین اثر حافظه شکل مغناطیسی چاپ شده است در حال بررسی می‌باشند. doi:10.1007/BF02649344. ISSN 1059-9495.</ref> آلیاژهای دیگر مورد بررسی عبارتند از: آلیاژهای آهن - پالادیوم (Fe-Pd)، آلیاژهای نیکل-آهن-گالیم (Ni-Fe-Ga) و چندین ترکیب از آلیاژ پایه Ni-Mn-Ga که حاوی آهن (Fe)، کبالت(Co) یا مس (Cu) هستند. انگیزه اصلی توسعه و آزمایش مداوم آلیاژهای جدید، دستیابی به خواص ترمومغناطیسی مکانیکی پیشرفته است؛ مانند اصطکاک داخلی کمتر، دمای تبدیل بالاتر و دمای کوری بالاتر که امکان استفاده از آلیاژهای حافظه‌دار مغناطیسی را در چندین محصول فراهم می‌کند. در اصل، محدودهٔ دمای واقعی آلیاژهای استاندارد تا ۵۰ درجه سانتی‌گراد می‌باشد. اخیراً یک آلیاژ ۸۰ درجه سانتی‌گراد ارائه شده است.

## کاربردها
عملکرد و ویژگی‌های آلیاژ حافظه‌دار مغناطیسی بین مواد SMA کلاسیک و مواد پیزوالکتریک است. بعضی از طراحی‌های محرک‌ها با استفاده از آلیاژ حافظه‌دار مغناطیسی انجام می‌شود. با این وجود، برای استفاده مؤثر از آن‌ها، در نظر گرفتن ویژگی‌های خاص آنها (هیسترزیس، مغناطیسی مکانیکی کوپلینگ)، لازم است. به همین دلیل است که یک محرک فشارکش خاص طراحی شده است. یک مدل حرارتی-مغناطیسی-مکانیکی از این محرک در حال حاضر در حال توسعه است و بر روی طراحی قوانین کنترل کارآمد که به خوبی با شرایط خاص آلیاژ حافظه‌دار مغناطیسی سازگار است کار می‌شود. همچنین، عناصر محرک حافظه شکل مغناطیسی را در جایی که حرکت سریع و دقیق مورد نیاز است می‌توان استفاده کرد. کاربردهای آن در رباتیک، تولید، جراحی پزشکی، دریچه‌ها و دمپرها است.